# Шато Латур

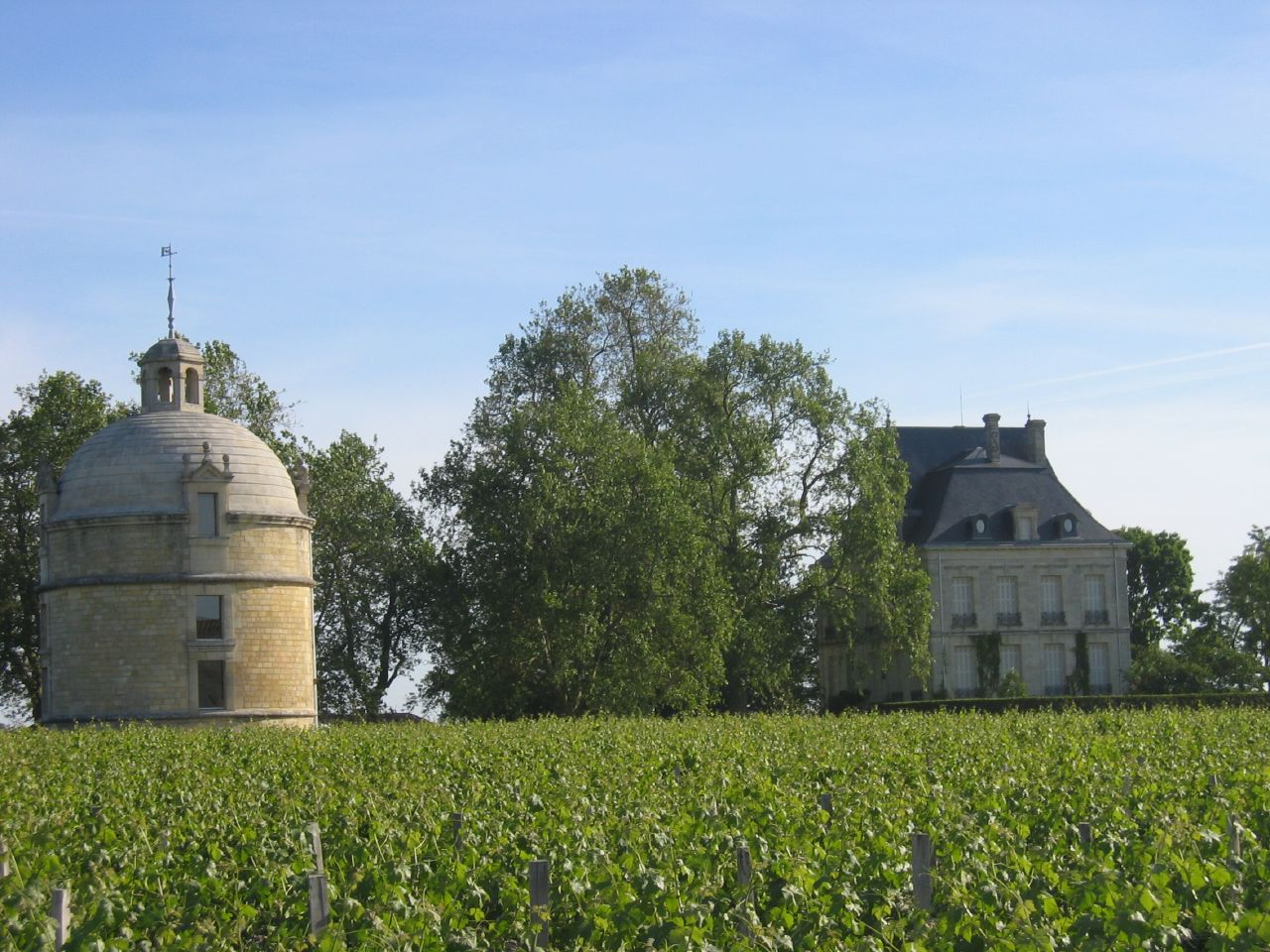
Круглая башня, которая служит символом хозяйства Латур

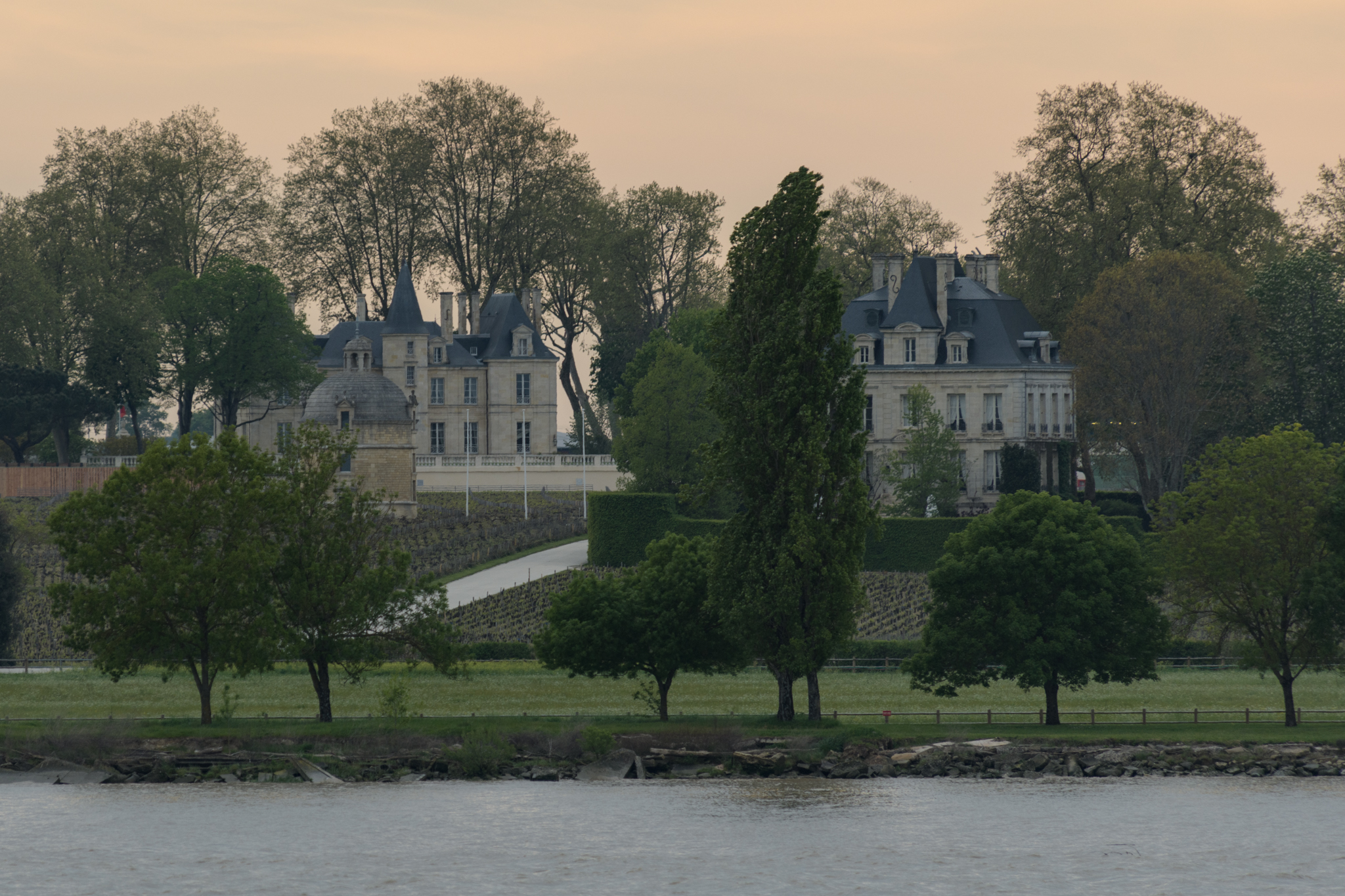
Постройки усадьбы со стороны Жиронды

Шато Латур (фр. Château Latour) — французское винодельческое хозяйство (шато) района Верхний Медок, который входит в  регион Бордо. Расположено вдоль левого берега Жиронды на самом юго-востоке коммуны Пойяк — там, где она граничит с Сен-Жюльеном.
Согласно «Официальной классификации вин Бордо 1855 года» относится к наивысшей категории винодельческих хозяйств: premiers grands crus classés. Среди производителей красных вин тот же статус имеют шато Марго, шато Лафит-Ротшильд, шато О-Брион и шато Мутон-Ротшильд.

## История
Название Latour переводится с французского как «башня». О существовании такого оборонительного сооружения на этом месте известно с 1331 года, а одноимённое дворянское имение упоминается в документах с 1378 года. Во время Столетней войны в 300 метрах от берега Жиронды было возведено новое укрепление, которое, впрочем, во время той же войны и было разрушено. Ныне существующая круглая башня Святого Ламберта (фр. la Tour de Saint-Lambert) представляет собой голубятню времён Людовика XIII.
В начале XVIII века «королём бордоских вин» считался маркиз де Сегюр, который владел многими винодельческими шато, включая Лафит и Мутон. Имение Латур он унаследовал от своей матери, урождённой де Клозель. На момент смерти маркиза шато Латур оценивалось в 500 тысяч ливров и по основным экономическим показателям (площадь виноградников, объём продукции, количество работников) уступало в Бордо только имениям Лафит и Марго. По цене за бочку вина (свыше 900 ливров) шато Латур конкурировало в 1755 году лишь с тремя другими хозяйствами региона.
Революционные войны и континентальная блокада лишили виноделов Бордо основного рынка (британского), что поставило многих из них на грань разорения. Потомки Сегюров, числившиеся собственниками вплоть до 1841 года, жили в столице и сюда не приезжали. Всеми делами распоряжался управляющий (régisseur), который занимал главный дом усадьбы. Вино ферментировалось всего неделю, часто подвергалось шаптализации и продавалось в бочках негоциантам из Бордо, которые уже в городе разливали его в бутылки и распоряжались им по своему усмотрению.
Политика протекционизма времён реставрации Бурбонов, неважные погодные условия и не всегда добросовестные управляющие сделали преуспевающее некогда хозяйство убыточным для его владельцев. В августе 1841 года шато Латур приобрёл за 1,5 млн франков граф Леон де Бомон. Новый владелец принялся скупать соседние виноградники, но (во избежание соблазна использования их для производства основного вина) на первых порах засадил их белым виноградом. Чтобы разобраться с накопившимися при Сегюрах долгами, весь урожай на десять лет вперёд (с 1844 по 1853) был запродан негоциантам Бартону и Гестье по цене 1750 франков за бочку.
Третья четверть XIX века запомнилась в шато Латур как своего рода «золотой век». В 1963 году имение было продано очередным графом де Бомоном британскому холдингу Pearson Group (крупнейшему на тот момент издателю книг в мире). При британских владельцах производством вин заведовал (до 1987 года) известный энолог Анри Мартен (1903—1991). В 1989 году хозяйство ушло с молотка за £110 млн. С 1993 года преобладающая доля (80%) в уставном капитале принадлежит французскому миллиардеру Франсуа Пино.

## Продукция

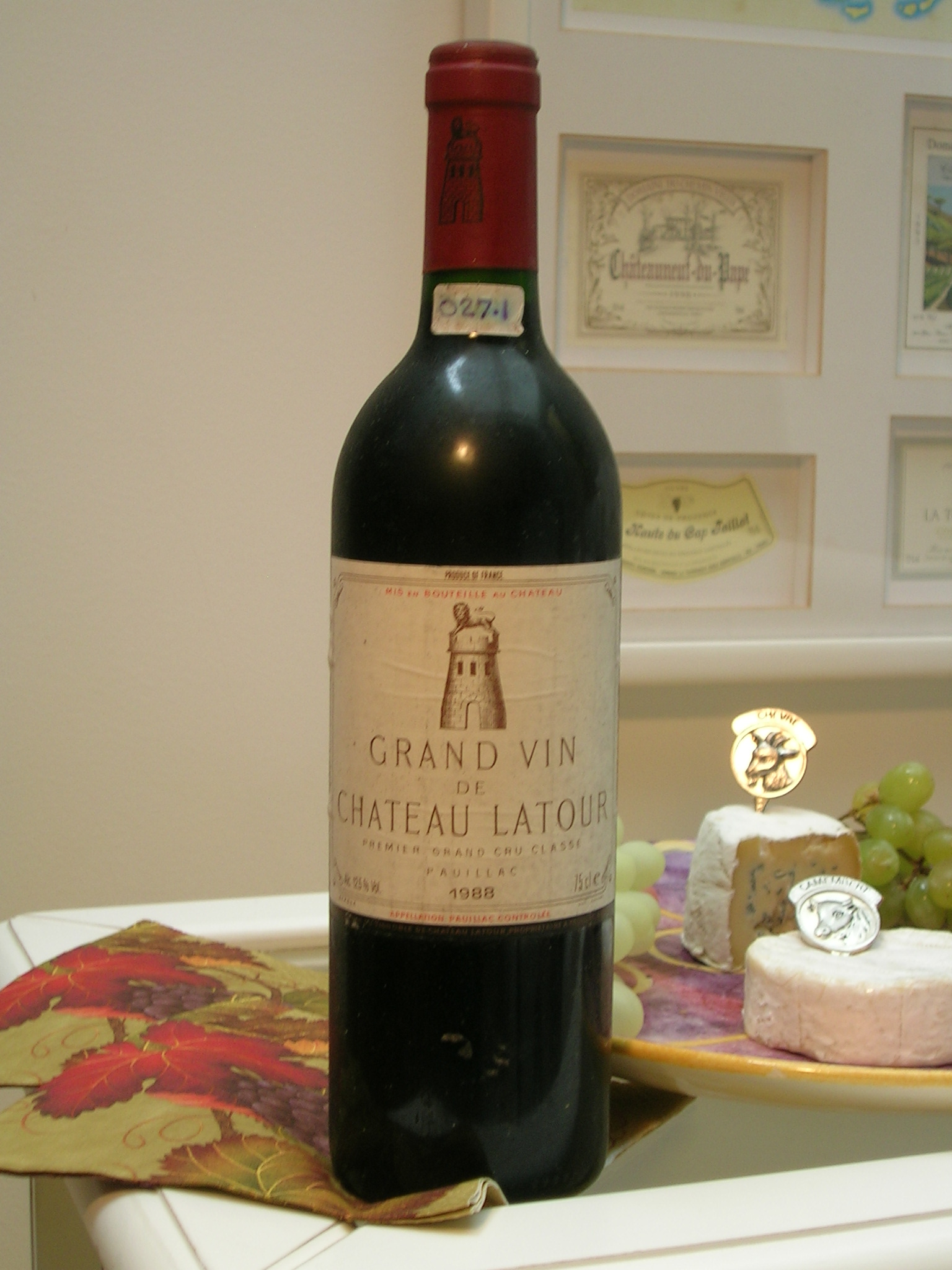
Основное вино хозяйства, урожай 1988 года

Шато Латур производит с собственных виноградников аппелласьона Пойяк три красных вина: Grand Vin de Château Latour (основное или «первое» вино хозяйства; LWIN 1012316), Les Forts de Latour («второе» вино хозяйства; LWIN 1010309) и  (с 1989 года) Pauillac («третье» вино хозяйства; LWIN 1013821).
Виноградники хозяйства занимают 78 гектаров, однако главное вино по настоянию Анри Мартена производится только из винограда, собранного на 47 гектарах, которые отнесены к шато Латур на кадастровом плане 1759 года. Виноградники на 80 % засажены каберне-совиньоном и на 18 % — мерло. Также представлены каберне-фран и пти-вердо. Основное вино, как правило, на 75 % состоит из каберне-совиньона и на 20 % — из мерло.